# Václav Ferdinand Popel z Lobkowicz
Václav Ferdinand Popel z Lobkowicz (pokřtěn 22. prosince 1654 – 8. října 1697 Montortone) byl příslušník bílinské větve šlechtického rodu Lobkoviců. Byl císařským radou a komořím, nositelem Řádu zlatého rouna a působil jako císařský diplomat v Bavorsku, Anglii, Francii a Španělsku.

## Původ a život
Narodil se jako syn nejvyššího hofmistra Kryštofa Ferdinanda Popela z Lobkowicz (9. října 1614 – 4. července 1658) a jeho druhé manželky (sňatek 15. června 1653) Alžběty Apolonie z Tilly († 18. srpen 1665 Praha). Přesné datum narození není známé, nicméně byl pokřtěn 22. prosince 1654.
Byl císařským radou a komořím. Působil v diplomatických službách, pracoval pro Habsburky jako vyslanec v Bavorsku, Anglii, Francii a Španělsku.
Dne 21. června 1670 byl spolu se svými bratranci povýšen do stavu říšských hrabat a 9. července 1695 byl pasován na rytíře Řádu zlatého rouna.
Zemřel 8. října 1697 a 18. října byl pohřben v pražské Loretě, jejíž byl patronem.

## Majetek
Vlastnil Bílinu (1665–1697), Divice a Chvatěruby. V letech 1675-1682 nechal přestavět hrad v Bílině na reprezentativní raně barokní sídlo podle návrhu italského architekta Giovanniho Pietra Tencally (1629–1702), stavbu vedl Antonio della Porta (1631–1702).

## Rodina
Dne 12. června 1681 se oženil ve Vídni s Marií Žofií z Ditrichštejna (pokřtěna 5. listopadu 1653 – 4. listopadu 1711, pohřbena v Loretě na Hradčanech), dcerou knížete Maxmiliána z Ditrichštejna na Mikulově (1596–1655) a jeho manželky Žofie Anežky z Mansfeldu (1619–1677). Narodily se jim následující děti:
- 1. Leopold Josef (17. 1. 1683 – 19. 5. 1707 Vídeň, pohřben v pražské Loretě), poslední mužský příslušník bílinské větve
- 2. Terezie Ludmila (23. 1. 1684 – 7. 8. 1684)
- 3. Eleonora Kateřina Charlotta (1. 4. 1685 – 3. 3. 1720 Vídeň, pohřbena v kostele sv. Václava v Roudnici), univerzální dědička bílinského panství
  - ∞ (17. 10. 1703) kníže Filip Hyacint z Lobkovic (25. 2. 1680 – 21. 12. 1734)
- 4. Ludvík Filip (12. 8. 1687 – 27. 12. 1687)
- 5. Ferdinand († 28. 5. 1679, pohřben v pražské Loretě) – asi nemanželský syn

Pro Marii Žofii z Ditrichštejna to byl už druhý sňatek, poprvé se provdala za hraběte Františka Eusebia z Pöttingu (1627–1678), vdovce po Marii Markétě Löblové z Krainburgu.